# E-mailmarketing
E-mailmarketing is een vorm van direct marketing die e-mail gebruikt om commerciële of fondsenwervende boodschappen naar een doelgroep te sturen.
In de breedste zin kan elke e-mail die is gestuurd naar een potentiële of huidige klant worden beschouwd als e-mailmarketing, maar deze term wordt normaal gebruikt om te verwijzen naar:
- Het sturen van e-mails met als doel het verbeteren van de relatie van een onderneming met zijn huidige of oude klanten en om klantloyaliteit en herhaal aankopen te vergroten.
- Het sturen van e-mails met als doel om nieuwe klanten te werven of om oude klanten te overtuigen iets onmiddellijk te kopen.
- Toevoegen van reclame in e-mails die door andere bedrijven naar hun klanten worden gestuurd.

Onderzoekers schatten dat Amerikaanse bedrijven meer dan 1.51 miljard dollar uitgeven aan e-mailmarketing in 2011 en dat dit zal groeien tot $2.468 miljard in 2016.

## Type emails
E-mailmarketing kan worden uitgevoerd via verschillende soorten e-mails:

### Transactionele e-mails
Transactionele e-mails worden meestal geactiveerd op basis van een actie van een klant met een bedrijf. Om als transactionele of relatieberichten te worden gekwalificeerd, moet het primaire doel van deze communicatie zijn "om een commerciële transactie, waartoe de ontvanger eerder heeft ingestemd met de afzender, te vergemakkelijken, te voltooien of te bevestigen", samen met enkele andere beperkte definities van transactionele berichten.  
Voorbeelden van transactionele emails zijn emails over een achtergelaten winkelwagen, e-mails voor het opnieuw instellen van wachtwoorden, aankoop- of orderbevestigingen, orderstatusupdates, herhaalbestellingen en digitale kassabonnen.
Het primaire doel van een transactionele e-mail is om informatie te verstrekken over de actie die de e-mail heeft geactiveerd. Vanwege de hoge openingspercentages (51,3% vergeleken met 36,6% voor e-mailnieuwsbrieven) vormen transactionele e-mails echter ook een kans om de e-mailrelatie met klanten of abonnees te introduceren of uit te breiden; om vragen te anticiperen en te beantwoorden; of om cross-selling of upselling van producten of diensten te bevorderen.
Veel aanbieders van e-mailnieuwsbriefsoftware bieden ondersteuning voor transactionele e-mails, wat bedrijven de mogelijkheid geeft om promotionele berichten op te nemen in de tekst van transactionele e-mails. Er zijn ook softwareleveranciers die zich specialiseren in transactionele e-mailmarketingdiensten, waaronder het aanbieden van gerichte en gepersonaliseerde transactionele e-mailberichten en het uitvoeren van specifieke marketingcampagnes (zoals klantenverwijzingsprogramma's).

### Directe e-mails
Directe e-mails houden in dat een e-mail uitsluitend wordt verzonden om een promotioneel bericht over te brengen (bijvoorbeeld een speciale aanbieding of een productcatalogus). Bedrijven verzamelen meestal een lijst met e-mailadressen van klanten of potentiële klanten om directe promotionele berichten naar te sturen, of ze huren een lijst met e-mailadressen van dienstverlenende bedrijven.

## Voordelen
De voordelen van e-mailmarketing zijn:
- Het is goedkoop. Vergeleken met direct mail of gedrukte nieuwsbrieven zijn de kosten te verwaarlozen, want de adverteerder hoeft niet te betalen voor productie, papier, druk of verzending.
- Het is onmiddellijk van aard. In tegenstelling tot een per brief verzonden advertentie, komt een e-mail aan in een paar seconden of minuten.
- Het laat de adverteerder zijn boodschap naar zijn doelgroep toe “duwen”, in tegenstelling tot een website die op klanten wacht om er binnen te komen.
- Het is gemakkelijk om te traceren. Een adverteerder kan geweigerde mails traceren, positieve of negatieve respons, door-clicks en groei in omzet.
- Het is succesvol gebleken als het goed is uitgevoerd.
- Bepaalde typen interactie met boodschappen kunnen zorgen dat andere boodschappen automatisch worden bezorgd.

## Nadelen
Veel bedrijven gebruiken e-mailmarketing om met bestaande klanten te communiceren, maar veel andere bedrijven sturen ongevraagde commerciële e-mail, ook bekend als spam.
Het is vaak moeilijk voor toeschouwers om het verschil te zien tussen bonafide marketing en spam. Ten eerste heb je spammers die zich uitgeven als een bonafide bedrijf. Ten tweede hebben direct-marketing politieke groepen zoals de Amerikaanse Direct Marketing Association (DMA) wetgevers onder druk gezet om activiteiten te legaliseren, die veel internetgebruikers als spam beschouwen, zoals het zenden van opt-out ongevraagde commerciële e-mail. Ten derde, puur het volume aan spam e-mail heeft ertoe geleid dat sommige gebruikers bonafide commerciële e-mail (bijvoorbeeld, een mailinglijst waarop een gebruiker zich heeft geabonneerd) met spam verwarren — vooral als de twee hetzelfde uiterlijk hebben en als de boodschap HTML en flitsende plaatjes bevat.
Vanwege de hoeveelheid spam e-mail op het internet, zijn spamfilters essentieel voor de meeste gebruikers. Sommige marketeers rapporteren dat bonafide commerciële e-mails regelmatig gestopt worden door spamfilters en verdwijnen; maar het komt minder vaak voor dat e-mailgebruikers hierover klagen.
Bedrijven die van plan zijn om e-mailmarketing in te gaan zetten, moeten controleren dat hun activiteit geen anti-spamwetten overtreden, noch de regels van hun eigen provider. Zelfs als een bedrijf de wet volgt kan het toch op een zwarte lijst terechtkomen als internet-mailbeheerders vinden dat het spam verstuurt.

## E-mailsoftware
E-mailsoftware maakt het mogelijk om makkelijk campagnes op te bouwen en te automatiseren. Daarnaast wordt er inzicht verkregen in de resultaten. Welke klant klikt op welke link? Wie heeft er een aankoop gedaan?  E-mailsoftware kan gebruikt worden door iedere organisatie, maar is veelal interessant voor partijen die veel klanten in een database hebben en/of veelvuldig e-mailen. Naast het automatiseren van processen is het bij een aantal e-mailprogramma`s mogelijk om het huidige CRM-systeem, webshopomgeving of andere koppelingen te maken met e-mailsoftware, zodat er nog meer processen geautomatiseerd kunnen worden en er meer data beschikbaar is om op te anticiperen.

## Voetnoten
1. ↑  DMA: "The Power of Direct Marketing: ROI, Sales, Expenditures and Employment in the U.S., 2006-2007 Edition", Direct Marketing Association, Oktober 2006